# Snowboarďáci
Snowboarďáci je česká filmová komedie z roku 2004 od režiséra Karla Janáka a stejnojmenný seriál, který vysílala Česká televize od 12. prosince do 26. prosince 2005 (delší verze: 3x52 minut). Film měl premiéru 4. listopadu 2004.
Dalším nepříběhovým pokračováním tohoto filmu jsou Rafťáci, které natočil stejný režisér.

## Děj
Rendy a Jáchym mají dost trávení Silvestru s rodiči a navíc se chtějí naučit jezdit na snowboardu. V herně vyhrají permanentky a bydlení mají zajištěné u Jáchymova bratrance (Jiří Langmajer). Jáchym s sebou musí vzít svou otravnou sestru (Ester Geislerová), kterou nenávidí. U bratrance záhy zjistí, že jsou tam spíše na pracovním táboře než na dovolené a ani učení na snowboardu jim nejde. Na stejné chatě bydlí i 3 holky, které se klukům líbí, ale kluci se snaží zamaskovat, že na snowboardu jezdit neumí. Stejné holky se snaží sbalit i skupina místních frajerů, kteří si říkají Snow Panthers. Kluci jdou z maléru do maléru (ztratí bratrancova psa, nabourají mu auto, naštvou sestru, spadnou do řeky) a vše vyústí jízdou po lavinovém svahu s Pantery, po které skončí v nemocnici. Těsně před půlnocí z nemocnice utečou zpátky na chatu. Holky, které mají výčitky, že kluci mají úrazy kvůli nim, se naštvou na Pantery a vše končí dobře.

## Herecké obsazení
| Vojtěch Kotek       | Rendy                |
| Jiří Mádl           | Jáchym               |
| Ester Geislerová    | Marta                |
| Barbora Seidlová    | Tereza               |
| Lucie Vondráčková   | Klára                |
| Martina Klírová     | Lucie                |
| Veronika Freimanová | matka Rendyho        |
| Otakar Brousek ml.  | otec Rendyho         |
| Jiří Langmajer      | Milan                |
| Pavel Nový          | taxikář              |
| Martin Písařík      | člen Černých panterů |
| Valerie Zawadská    | kuchařka             |
| Bohumil Klepl       | otec Jáchyma         |
| Pavla Tomicová      | Gábina               |
| Michal Novotný      | německý turista      |
| Branislav Polák     | Marko                |
| Hana Frejková       |                      |
| Dana Morávková      |                      |
| Michael Beran       |                      |
| Petr Malásek        |                      |
| Václav Rašilov      |                      |

## Ocenění
Český lev
- Nejnavštěvovanější český film roku 2004
- Nominace na Českého lva za střih (A. Dvořák)
- Nominace na Českého lva za hudbu (M. Chyška)

Časopis Premiere
- Nominace za nejlepší film – Cena čtenářů časopisu Premiere

Časopis Report
- Film roku – výroční ceny časopisu Report – Žebřík 2004
- Skladba roku – výroční ceny časopisu Report – Žebřík 2004

Anděl
- Nejlepší skladba roku (On My Head – M.Chyška, D.Bárta, O.Klempíř)
- Nominace na Anděla za nejlepší videoklip roku.

Novoměstský hrnec smíchu 2005 – Cena Zdeňka Podskalského
- Cena Novoborské akademie českých kin – Cena za nejúspěšnější film v distribuci

Dětský filmový a televizní festival Oty Hofmana Ostrov 2005
- Zlatý dudek za nejlepší mužský herecký výkon – Jiří Mádl
- Zlatý dudek za nejlepší ženský herecký výkon – Ester Geislerová

MFF Schlingel Chemnitz 2005
- Zvláštní uznání poroty dospělých
- Zvláštní uznání dětské poroty

MAFF Warsaw Baltic 2005
- Golden Elephant za nejlepší film
- Best Director – 1.cena (K.Janák)
- Best Actor/Actress – 3.cena (Lucie Vondráčková)

TýTý 2005 – výroční televizní ceny
- Objev roku – 2. místo Jiří Mádl (TV minisérie Snowboarďáci)

David 2005 – Výroční ceny DVD
- Absolutní vítěz – David 2005
- Nejlepší nový český film roku

## Soundtrack
Soundtrack byl vydán společností Sonymusic 1. 11. 2004. CD obsahuje 23 skladeb, celková délka je 43'31.
1. Here I Am – Dan Bárta 3:37
2. Deadly Sin – Viktor Dyk 3:55
3. Falling 1:25
4. No Co To Je... 0:29
5. Czech Disident (demo) – Lenka Dusilová 2:10
6. Close To You 2:55
7. Šajze 0:08
8. Only Lonly – Matěj Ruppert 2:47
9. Ťuky ťuk 1:33
10. Caroll / Půjdem Spolu Do Betléma – Lenka Dusilová 1:16
11. Don't Pinch Me – James Harries 2:51
12. Blankytné 0:18
13. On My Head – Dan Bárta 2:43
14. Coloured Snow 0:32
15. WC 0:21
16. In The Can 1:47
17. Retro Love 2:43
18. Vanilly Car – Oto Klempíř 2:56
19. Táhne Mě To Dolu... 0:19
20. Trish Trash – Oto Klempíř, Viktor Dyk 3:11
21. Finish 0:29
22. Rock The Snow – Lenka Dusilová 3:50

## Zajímavost
Ve filmu použitý terénní automobil je Bugaro 600 vycházející z rumunského vozu ARO 324. Prototyp byl pro potřeby filmu vybaven nadstandardním příslušenstvím, jako např. pneumatikami Pirelli Scorpion (33x12,5 R15) s řetězy, uzávěrkou zadního diferenciálu, elektrickým navijákem Ramsey 9000, speciálním brzdovým systémem umožňujícím přibrždění levého či pravého předního kola zvlášť. Interiér vozidla doznal také několika změn.